# Baculipalpus prolatus
Baculipalpus prolatus es una especie de coleóptero de la familia Oedemeridae.

## Distribución geográfica
Habita en Nueva Zelanda.